# 薩斯奎哈納河
薩斯奎哈納河（英語：Susquehanna River）位於美國中大西洋州份，全長約715公里，流域面積達71,300平方公里，縱貫紐約州、賓夕法尼亞州和馬里蘭州。河水自紐約州奧齊戈湖流出，大致往西南方流動，並在賓夕凡尼亞州內與希芒河、薩斯奎哈納河西部支流和朱尼亞塔河這三條大型支流匯合。接著，河流會改往東南方流動，最終在馬里蘭州哈佛迪格雷斯外注入北美最大淡水河口灣切萨皮克灣。薩斯奎哈納河同時向該海灣提供約有一半的淡水資源，是它的重要支流。薩斯奎哈納河是世上現存最為或第二古老的主要河流系統，其出現時間早於大西洋，但地質學界對於實際誕生時間則有不同意見。原本河流亦非流進切萨皮克灣，但在大約1萬至8000年前河流在附近形成一個深約120米的峽谷，河水才得以注入該海灣。
根據考古資料顯示，美國原住民居於薩斯奎哈納河谷的歷史可以追溯到一萬年以前。1608年，英國探險家約翰·史密夫沿車薩比灣航行時遇上薩斯奎漢諾克人，並得知他們居於海灣上游的河流，於是以這支原住民的名稱來為河流命名。在17至18世紀的美洲殖民期間，大量移民湧入流域，導致不同原住民部落的生存空間逐漸收窄，因而誘發多場戰爭。另外，河流在美國獨立戰爭乃至約莫百年後的南北戰爭皆扮演重要角色。河流在賓夕凡尼亞州東北部的河段曾經是無煙煤產地，公私營機構在19世紀上半葉先後修築大量運河鐵路來增強運送貨物的效率。區內採礦業先後在20世紀的兩場世界大戰迎來高峰，但後來需求漸趨疲弱，最終難逃行業萎縮的命運。1972年6月，颶風艾格尼絲帶來的大範圍暴雨在流域多地誘發洪災，為廣泛地區帶來嚴重破壞。而在1979年3月，位於哈里斯堡東南部的三哩島核電廠發生爐心熔毀事故，雖然事件未有為公共安全和周圍居民的健康帶來負面影響，但仍成為後來多場全國性反核示威活動的導火線。
薩斯奎哈納河流域生態多樣，孕育着不少動植物，當中更包括數種受威脅物種。然而，在人類干擾和土地利用變化的影響下，當地的原生物種乃至整個生態系統都面臨不少威脅，例如入侵物種和水質污染等。基於防洪和發電目的，河上築有十多個水壩。另外，美國陸軍工兵部隊自1936年開始在多地修建蓄水池和相關防洪項目，以強化城市及其周邊地區的防洪能力。為了保育與修復河流環境，三州政府與聯邦政府以及非政府組織合作，在水質、土地和動植物物種等議題上推行多項措施。流域內設有各式休閒設施，包括州立公園、州立森林、步道以及三條水道，部分區域更被列為美國遺產河流和國家遺產區。

## 流向

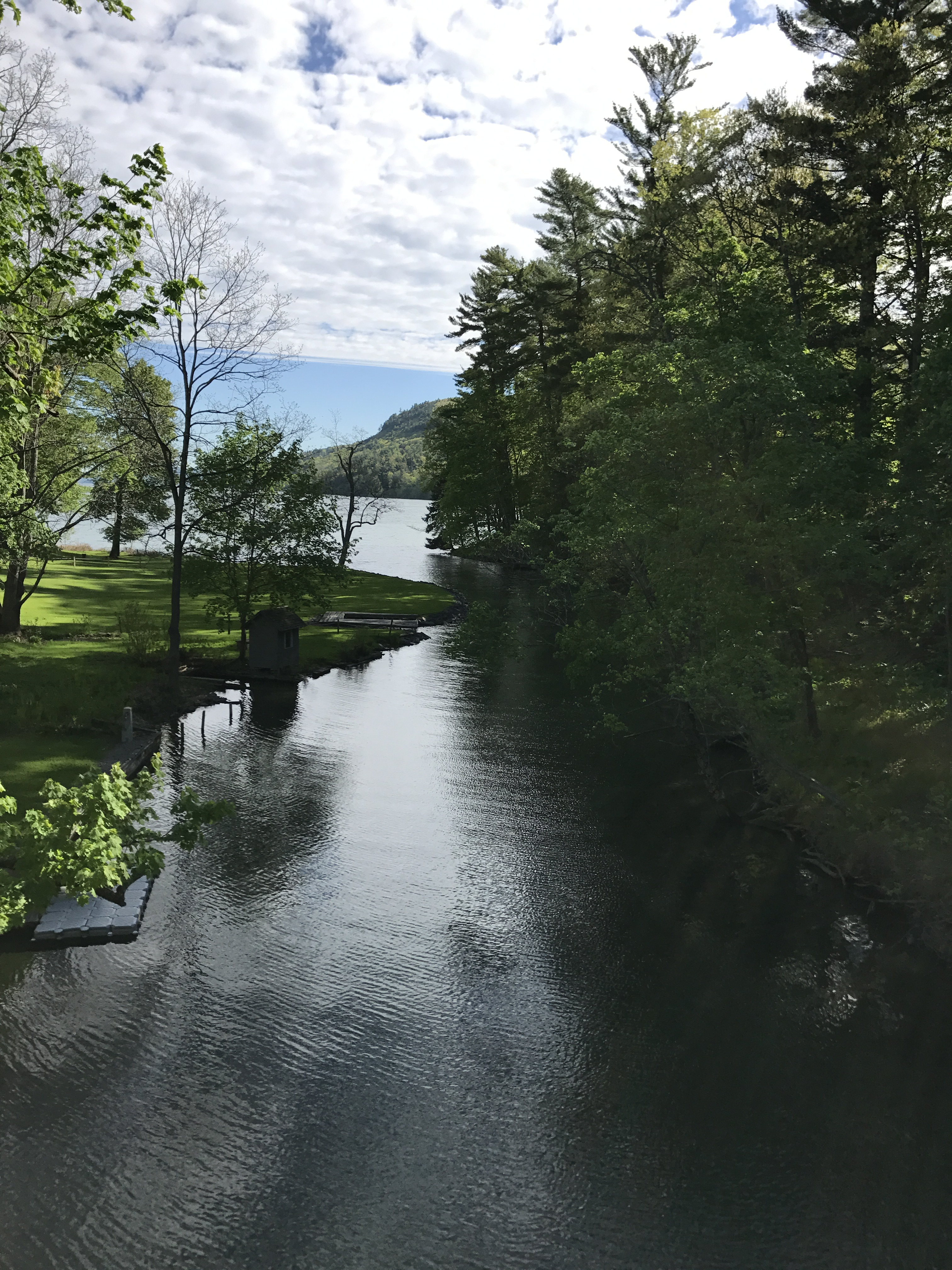
位靠河源的薩斯奎哈納河主支

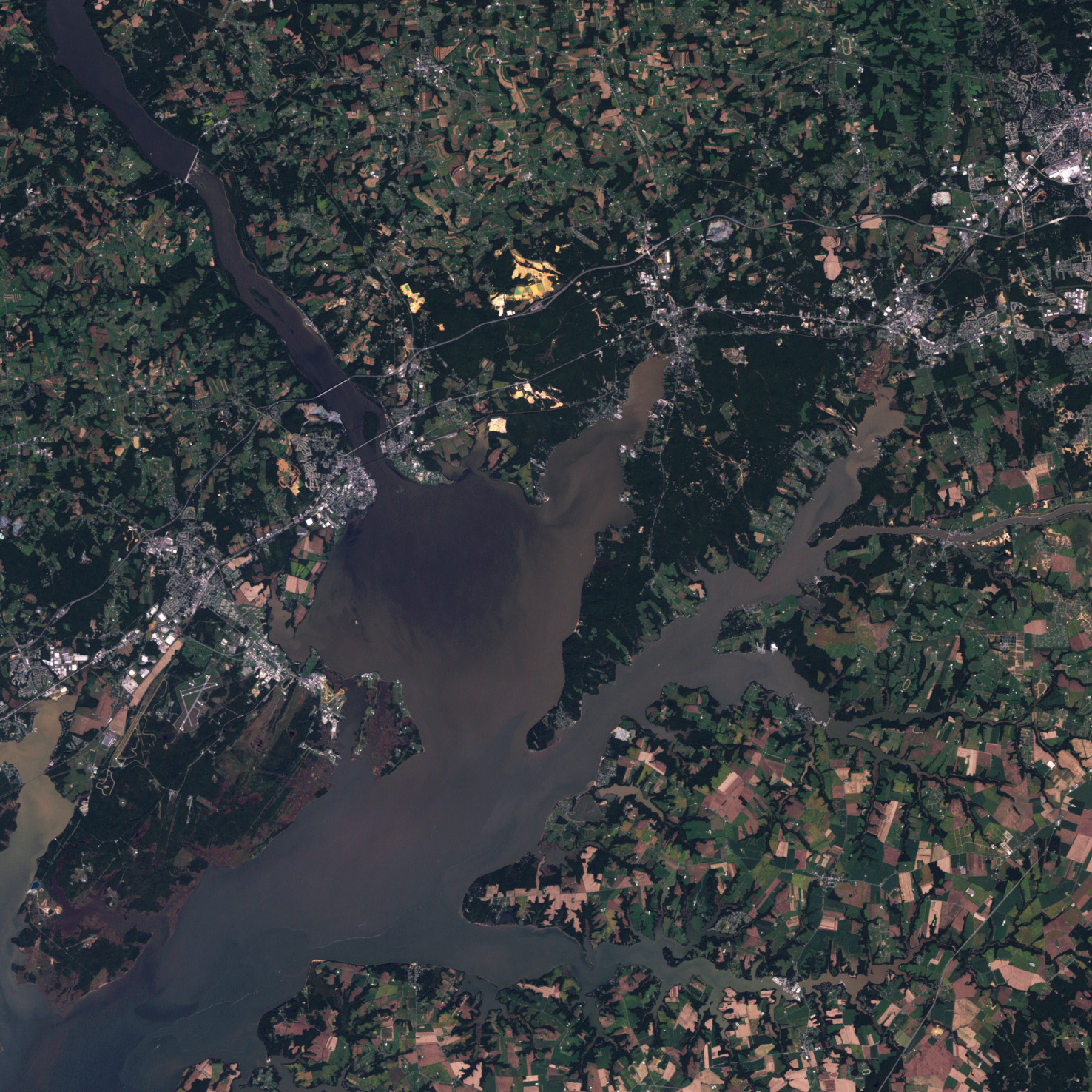
薩斯奎哈納河（左上）流入車薩比灣（中央）的衛星圖片

### 主要支流
薩斯奎哈納河是一條縱貫紐約州、賓夕法尼亞州、馬里蘭州三州的河流，長約715公里（444英里）。河流源於紐約州奧齊戈縣庫珀斯敦的奧齊戈湖，而這段流至賓夕法尼亞州中部的河段有時亦會被稱為主要支流、北部支流或東部支流。離開湖泊後，河流會以西南偏南方向流動，走向大致與28號紐約州州道平行。之後，河流會流經印德克斯和米爾福德兩地，途中先後與歐克斯溪、查斯溪（Chase Creek）和櫻桃谷溪匯合。離開米爾福德後，河流會在流動約7公里（4.3英里）後到達位於米爾福德南部的波特蘭維爾，並進入由科利爾斯維爾水壩（Colliersville Dam）形成的古德伊爾湖。流經水壩後，河流會維持西南偏南的走向，流經奧尼昂塔市、悉尼鎮、班布里奇鎮、溫莎鎮等地，並沿途與20多條溪流合流（如位於悉尼鎮附近的尤納迪拉河）。離開溫莎鎮後，河流會往南方流動並短暫進入賓夕法尼亞州。當流經大本德時河流會急速改往西北偏北方向流動，並再度進入紐約州。接著，河流會先流經康克林和柯克伍德，其後在五里點（Five Mile Point）轉往西方流動，並在流經賓漢頓市中心時與希南戈河匯合。河流其後繼續向西蜿蜒，流經數個小鎮後再次進入賓夕法尼亞州。
河流在流入賓夕法尼亞州時會改為往南方流動，並在距離雅典鎮數公里外的位置與希芒河匯合。之後，河流會保持流向流經多個社區，並在中途與數條溪流合流。當流經托旺達並與托旺達溪匯合後，河流改往東南方蜿蜒。流經多個社區後，河流會進入斯克蘭頓的範圍，並於皮茨頓與拉克萬納河匯合。接著，河流會改往西南方流動，穿越威爾克斯-巴里、南提科克、夕克希尼、柏立克、布隆斯堡和丹維爾等昔日無煙煤工業的心臟地帶，途中與包括所羅門溪在內的多條河溪合流。最終，河流在諾森伯蘭和森伯里之間與西部支流交匯。

### 西部支流
薩斯奎哈納河西部支流是河流的重要支流，發源於鄰近坎布里亞縣卡羅爾敦西南部一帶的阿勒格尼山脈，長約390公里（240英里）。西部支流初時主要往北方流動，先後流經北坎布里亞、伯恩賽德、麥吉米爾斯等地，並在馬哈菲附近與卓斯溪合流。接著，河流轉往東北方向流動，穿過蘭伯城後進入由柯文斯維爾水壩形成的人工湖。離開湖泊後，河流繼續維持原定流向，流經柯文斯維爾、克利爾菲爾德、肖維爾、卡特豪斯等地，中途與安德森溪和克利爾菲爾德溪合流。當穿過斯普勞爾州立森林到達海納後，河流會暫時改往東南方流動，並在經過洛克海文後再改往偏東方向流動。之後，河流會先後流經麥克埃爾哈頓和威廉斯波特等地，並與數條溪流匯合。從蒙西開始，河流會改往南方流動，流經蒙哥馬利、米爾頓、劉易斯堡等地，最終與主要支流合流。

### 下游
兩條支流交匯後，河流會繼續往南方流動。河流流經錫林斯格羅夫和特里沃頓港等地，途中與數條溪流合流，並切穿馬漢通戈山西端的水口。接著，河流會在流經丹肯農後與朱尼亞塔河匯合，並穿過薩斯奎哈納水口（Susquehanna Gap），而河流亦會在此時改往東南方流動。河流之後會穿過哈里斯堡及米德爾敦，並與斯瓦塔拉溪合流。流經三哩島南面的約克哈芬水壩後，河流會經過哥倫比亞和安全港等地，並與科內斯托加河等河溪匯合。在蘭開斯特以南約35公里（22英里）外的位置，河流正式進入馬里蘭州範圍，並流入科諾溫哥水壩。離開水壩後，河流會與奧克托拉羅溪和鹿溪交匯，並流經薩斯奎哈納州立公園、迪波夕港和佩里維爾，最終流入哈弗格雷斯外的切萨皮克灣。

## 流域
薩斯奎哈納河流域縱貫三州，流域面積約為71,300平方公里（27,510平方英里），幾乎相當於南卡羅來納州。整片流域可被劃分為六個子流域，包括薩斯奎哈納河上游（Upper Susquehanna Subbasin）、希芒河（Chemung Subbasin）、薩斯奎哈納河中游（Middle Susquehanna Subbasin）、薩斯奎哈納河西部支流（West Branch Susquehanna Subbasin）、朱尼亞塔河（Juniata Subbasin）、薩斯奎哈納河下游（Lower Susquehanna Subbasin）。在這六個子流域中，最大面積的是薩斯奎哈納河西部支流流域，佔地約18,070平方公里（6,978平方英里），而佔地最小的則是希芒河流域，僅為6,720平方公里（2,595平方英里）。流域海拔範圍是0至950米（0至3,130英尺），最低點位於河口，而最高點則是賓夕法尼亞州貝德福縣的布盧山。流域東南部位處皮埃蒙特丘陵地區，範圍由河流一帶向北延伸至威廉斯波特和威爾克斯-巴里。該區地勢相對較低，海拔高度不足300米（1,000英尺），因此農業和城市發展較為集中。阿巴拉契亚山脉打斜穿過流域中部至西南部，並帶有一系列的山谷和山脊地貌。流域北部和西部位處阿巴拉契亚高原，海拔較高，區內大部分農村和森林都位於此地。薩斯奎哈納河共有257條支流。
流域屬於溫帶大陸性濕潤氣候，夏季炎熱、冬季寒冷，溫度變化較大。流域的年平均氣溫為9.7°C，6至8月較為炎熱，1至2月較為寒冷。流域的年平均降水量為1,100毫米（42英寸），範圍由西北部的790毫米（31英寸）至中央東部的1,400毫米（55英寸）。5至7月的降水量較多，1至2月的降水量則較少。根據2016年國家土地覆蓋數據庫（National Land Cover Database）的資料，流域主要的土地利用是天然植被，佔整體約63%，其次是大多位於東南部的耕地，約有24%。已發展地區佔整體土地利用約9%，主要集中在流域東南部哈里斯堡、約克和蘭開斯特等城市。另外，根據2010年美國人口普查的數據，流域約有420萬人居住，而人口密度最高的城市則是賓夕法尼亞州的蘭開斯特。流域其他重要的人口中心包括紐約州的賓漢頓和埃爾邁拉，以及賓夕法尼亞州的斯克蘭頓、威爾克斯-巴里、威廉斯波特、阿爾圖納、哈里斯堡和約克。

## 地理
薩斯奎哈納河是世上現存數一數二古老的主要河流系統，以至於山脈和山谷在它周圍形成，而非它塑造山谷的外形，其出現時間早於大西洋。地質學界對河流誕生的確實時間意見不一，有些地質學家稱其早於3億年前便已出現，有的則指它在最後一次的大型土地隆升運動後才出現。另外亦有資料指出河流比阿巴拉契亚山脉更為古老，甚至能追溯至5.41至2.51億年前古生代。大約在3至2.5億年前，岡瓦納大陸非洲部分與勞亞大陸北美洲部分發生碰撞，引發亞利加尼造山運動。強烈撞擊導致內陸的岩石被融化和變質，而大塊的岩石則被打碎或推到彼此之上。此外，撞擊亦對今天的北美東部沿海地區施加巨大壓力，形成了一條寬而高的山脈，即阿巴拉契亚山脉及阿勒格尼山脉。這次碰撞為河流流域帶來大量獨特地質及地形，並形成一系列地文區。位於南端的皮埃蒙特丘陵地區，其複雜的岩層在巨大壓力下扭曲並烘烤，因而坍塌並先後形成大阿帕拉契山谷和嶺谷地區。阿巴拉契亚山脉及阿勒格尼山脉坐落在嶺谷地區的西北部邊緣，而阿巴拉契亚高原則位於流域北至西北部一帶。流域大部分地區位處阿巴拉契亚高原和嶺谷地區。在接下來的1.5億年中，河流不斷的向下侵蝕甚至切入了地殼，並建立其河道。
與其他造山運動同樣，侵蝕作用隨即來臨，數以十億噸的沉積物從山上向下移動。由於土地坡度很大，水流集中流向大陸的北部和西部，而河流亦把沉積物運輸至該方向，並隨著沉積物進入柔軟的新生岩層。隨著山脈磨蝕，它們的重量下降，土地面積上升，從而加快侵蝕過程，使河溪能更猛烈地衝擊和穿過岩石。最後，沉積物掩埋了那些因造山運動而被擠壓褶皺的岩石，河流流域因而幾乎變得平坦，其河溪則在地表變得蜿蜒曲折。冰河時期發生了數次冰川融化，而每次冰川融水都會沿河流下，從而增加其侵蝕速度。而在冰河時代末期，冰川的額外融水為河流帶來嚴重的向下侵蝕，並在基岩形成一個大型坑洞。最終在大約1萬至8000年前，河流形成了一個深約120米（400英尺）的峽谷，並在該處流進車薩比灣。另外，早在1萬年前冰川後退之時，冰川便已經三度穿越阿巴拉契亚高原地區。一些地質學家認為當時的河流始於阿第倫達克山脈，但在向南流動時被莫華克河「俘虜」，或者往東南方流動時與特拉華河匯合。隨著冰川後退，大量冰磧物阻塞河道，其後充斥著冰川融水的河流衝開冰磧物，並重回原本的河段或建立新的河段。除此之外，一個由冰川雕刻出來的湖泊（位於現今賓夕法尼亞州北部泰奧加縣）突然在其南端衝破了一條山脊，猛烈的水流刻蝕出深度約為240至300米（800至1,000英尺）的松溪峽谷，後來峽谷延伸80公里（50英里），屬西部支流流域的一部分。冰川融化後的巨石、沙子和粘土沉積物在沿河的低地亦很常見。
薩斯奎哈納河流域主要可被劃分成四個地質區域。位於紐約州的北部流域主要由頁岩組成，在最北端則有少量的石灰岩和砂岩。而在賓夕法尼亞州中北部地區，流域地質幾乎完全由砂岩或夾有頁岩的砂岩組成。另外，流域北半部存在大量冰川沉積物，而它們對河流水文有著重要影響。阿巴拉契亚山脉橫穿流域一帶存在明顯的岩石褶皺現象，雖然該區同樣以頁岩和砂岩為主，但許多山谷亦存在碳酸鹽岩。位於藍山南部的大阿帕拉契山谷以碳酸鹽岩為主，而山谷南部的皮埃蒙特丘陵地區則由火成岩、變質岩和片岩組成。薩斯奎哈納地區普遍存在煙煤和無煙煤資源，而其上中部分更含有天然氣。

## 水文
美國地質調查局在流域內設置了不少的連續監測站以每日測量河流流量。位於賓夕法尼亞州蒙土爾縣丹維爾的監測站鄰近主要支流，該處的平均流量約1,120立方米每秒（39,500立方英尺每秒），最高流量約5,300立方米每秒（187,000立方英尺每秒），而最低流量則是197立方米每秒（6,940立方英尺每秒）。同樣位於該州猶尼昂縣劉易斯堡的監測站則負責測量西部支流的流量數據，該處的平均流量約820立方米每秒（28,900立方英尺每秒），最高流量約3,400立方米每秒（119,000立方英尺每秒），最低流量則是139立方米每秒（4,920立方英尺每秒）。而位於馬利蘭州塞西爾縣科諾溫哥水壩的監測站位靠河口，該站所錄得的平均流量約1,870立方米每秒（66,200立方英尺每秒），而最高流量和最低流量分別是9,700立方米每秒（343,000立方英尺每秒）和330立方米每秒（11,700立方英尺每秒）。流域內約52%的降水因蒸發散作用而損失，其餘48%則滲入地下水儲存或形成地表流和河川流量。季節性差異對河流流量帶來嚴重影響。例如，3至4月的河流流量會受到融雪影響而大幅增加，甚至會是8至9月流量的數倍以上。另外，除5月至8月，其餘月份的降雨量量均超過蒸散量。河流是車薩比灣最大的淡水來源，約有一半的淡水資源都是來自河流排放，排放量平均7200萬公升每秒（1900萬美制加侖每秒）。河流亦向數以百萬計的賓夕法尼亞州居民提供飲用水。河流耗水量主要以發電、市政供水和農業需求為主，其中供水和發電所佔的比重達到55%和25%，而且與供水相關的每日最大用水量更是約12.3億公升每日（3.25億美制加侖每日）。此外，公共水務機構在流域一帶建有超過340個地表水抽取設施和7,500個地下水井。
砂岩、頁岩和碳酸鹽岩地層構成流域內大部分的含水層，深度普遍由6.1至76米（20至250英尺）不等。至於位處紐約州的薩斯奎哈納河谷含水層系統（Susquehanna River Valley-Fill Aquifer System），其深度甚至可達61至91米（200至300英尺）。含水層的地下水補給主要源於降水和高地徑流，但亦有少部份是透過毗鄰山谷兩側和底部的基岩流入。在供水方面，薩斯奎哈納河谷含水層的供水量約為9800萬公升每日（2600萬美制加侖每日），賓夕凡尼亞州內上游含水層的供水量約為1.7億公升每日（4400萬美制加侖每日），而下游含水層的供水量更高達6.8億公升每日（1.8億美制加侖每日）。另外，以下游含水層為例，它的地下水平均補給量約為70億公升每日（18.57億美制加侖每日）。

## 生態
薩斯奎哈納河流域生態多樣，橫跨阿勒格尼北部高原、伊利冰磧平原、阿帕拉契中北部山脈、皮埃蒙特北部、藍嶺山脈、嶺谷地區、阿帕拉契中部山脈七個生態區。其中，嶺谷地區佔流域整體約34%，阿勒格尼北部高原約佔31%，而佔地最小的是阿帕拉契中部山脈，僅0.1%。在這數個生態區之中，阿帕拉契中北部山脈的森林覆蓋率最高，藍嶺山脈擁有最為豐富的植物種類，而阿勒格尼北部高原和伊利冰磧平原則有著肥沃的土地。然而，人類干擾和土地利用變化的影響，改變了區內氾濫平原生境與周邊高地生境的連接度。此外，這些影響亦破壞了氾濫平原的自然群落，限制剩餘優質林木之間的基因流動，並增加外來物種入侵的機會。現時，幾乎所有流域內的氾濫平原森林和濕地森林都存在外來物種。

### 植物

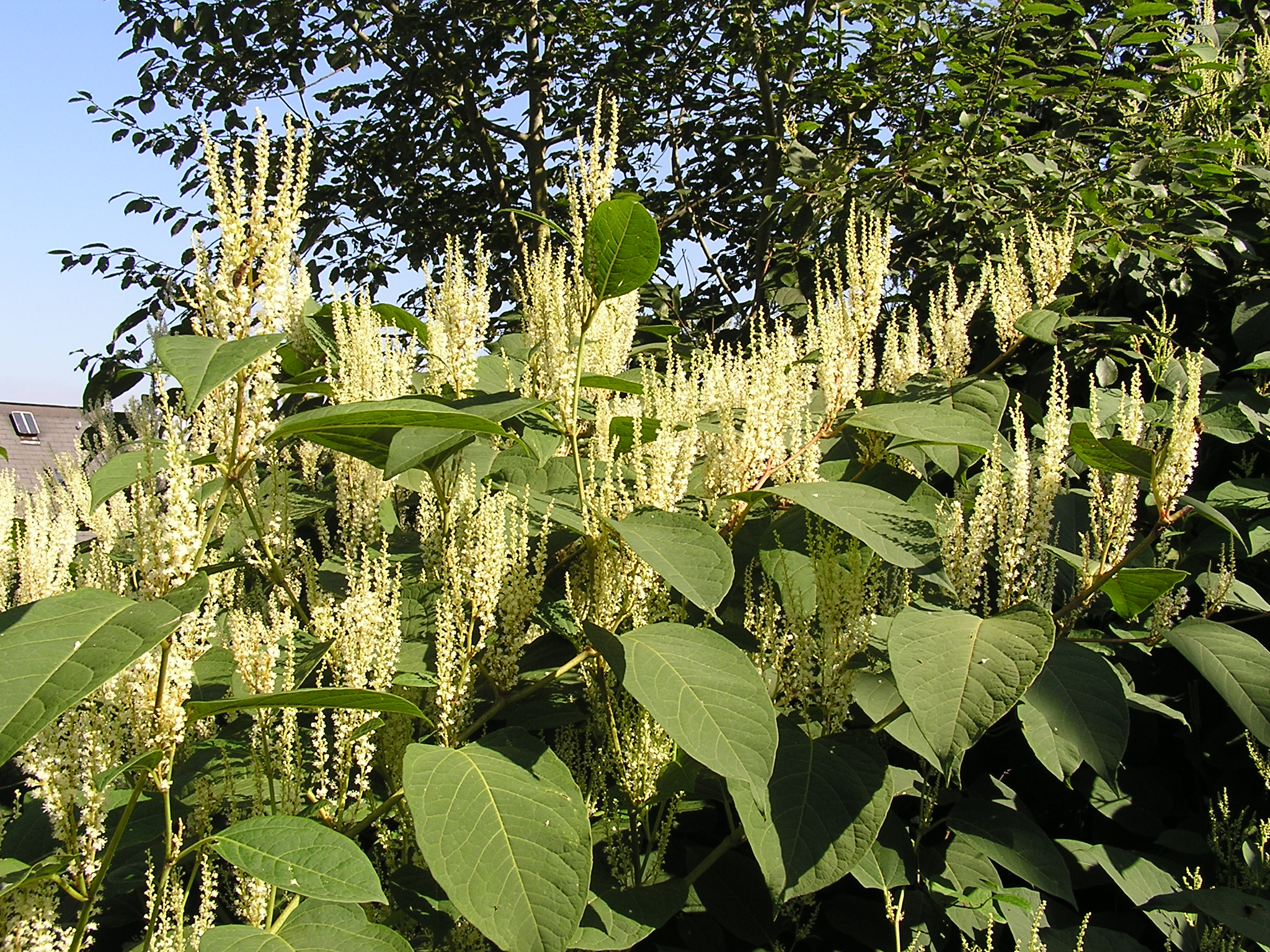
虎杖是常見的入侵植物

天然植被覆蓋了約63%的流域，當中溫帶落葉林佔44%，混合林佔15%，常綠森林佔3%，而草地則佔1%。流域常見的木本植物包括北美白橡、北美紅橡、北美喬松、雲杉、冷杉以及柳屬植物等，而水生植物則包括杜邦草、鳳仙花、水柳和蜥尾草，但後者在流域內的大部分地區均不常見。與州份內的其他河溪一樣，河流流域亦出現不少入侵植物，包括美桐、西洋菜、聚藻、千屈菜、菹草和虎杖等。入侵植物的生長速度快，擁有強大的繁殖能力及能夠快速蔓延，並會驅逐其他的原生植物，威脅當地的生物多樣性。以虎杖為例，它能生長至3米（10英尺），而且能透過長達20米（65英尺）的廣闊根莖網絡來繁殖。當建立族群後，虎杖便會密集生長，且會排擠及取代原生植物物種。現時，虎杖已積極地入侵河岸底層，並降低河岸植物種類的多樣性和多度，長遠更可能會把河岸森林轉化為以虎杖為主的草本灌叢。

### 動物

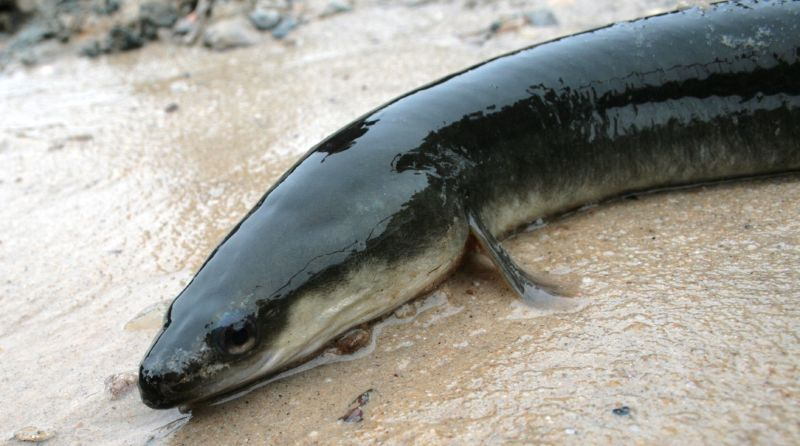
屬於瀕危物種的美洲鰻鱺

流域養活最少103種魚類，而在這些魚類品種內，至少有29種不是流域的原生物種，另有14種則有部分時間生活在鹹水或鹹淡水交界水域。流域常見魚類包括鱒魚、鱸魚、太陽魚、白斑狗魚、北美狗魚、虹鱒、雲斑鮰、斑真鮰、歐洲鯉、美洲西鯡和白亞口魚等，而原生物種美洲鰻鱺更屬於瀕危物種。另外，灰狐、河狸、白尾鹿、浣熊、豪豬、短尾貓、東部棉尾兔、臭鼬、北美水獺、松鼠、美洲黑熊及蝙蝠都是流域常見的哺乳動物。下游流域是鳥類遷徙和繁殖的重要走廊，而在遷徙期間該區一共可容納多達1.7萬隻候鳥。該區出現的鳥類最少有200多種，包括圃擬黃鸝、橙腹擬黃鸝、雪松太平鳥、玫胸白斑翅雀、白眼鶯雀、東藍鴝和白頭海鵰等。對其他棲息在河流中的動物來說，淡水貽貝是重要的食物來源，而且它還能釋放營養至水道內供應給其他大型無脊椎動物。除此之外，淡水貽貝並能增強河流的穩定性，減少侵蝕，並有助於過濾細菌、藻類和污染物，被視為測定水質的關鍵指標。然而，受水壩建設、河流渠道化、棲息地消失、污染及入侵物種等影響，淡水貽貝數量急劇下跌。現時，淡水貽貝在北美地區屬於瀕危物種，只有12至13種在流域內棲息，其中以蚌科Elliptio complanata、Alasmidonta undulata、Alasmidonta marginata、Strophitus undulatus和Lampsilis cariosa這五種分佈較廣。而在這十多種貽貝中，紐約州政府更把Lasmigona subviridis和Alasmidonta varicosa列為受威脅物種。
河流流域亦出現不少入侵動物，特別是斑馬貽貝和黑口新虾虎鱼，因為它們會衝擊並改變當地的淡水貽貝生態。斑馬貽貝會依附在本地貽貝上，當有足夠數量時更會阻止牠們移動、進食、繁殖或調節水質，使原生種逐漸消失。另外，它們的繁殖能力強大，又會與其他原生種搶奪作為食糧的浮游生物，增加河水的透明度，從而使肉食性捕食者更容易捕食，改變當地的食物網。而黑口新鰕虎魚則以淡水貽貝及其他小型魚類為食，把污染物積蓄在自己身上，並把其傳遞至較大垂釣魚種或被人類食用。此魚種亦會積極捍衛並佔據產卵場，阻止本地物種使用這些地點，又會利用自身能夠在黑暗中覓食的優勢來與當地魚類爭奪食物資源。除了流域，有跡象表明斑馬貽貝和黑口新鰕虎魚開始擴散至河口一帶的車薩比灣，威脅當地的蠔隻棲息地以及相關養殖產業。它們亦會透過船隻的壓艙水散佈至馬利蘭州的其他淡水生境。

## 歷史

### 17世紀以前

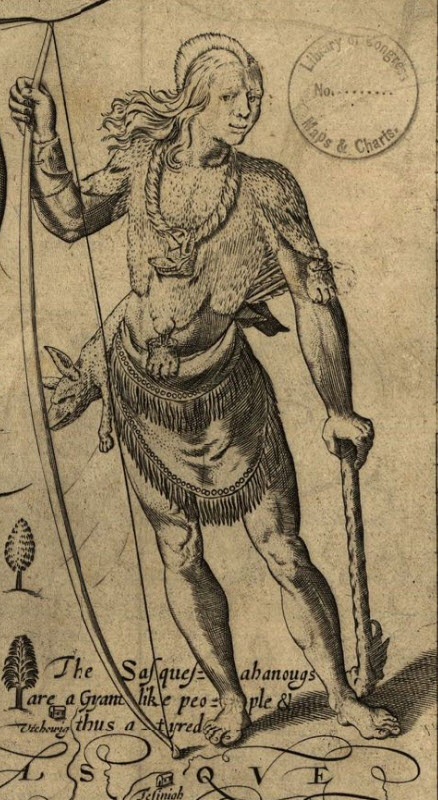
探險家約翰·史密夫所繪的薩斯奎漢諾克男性畫像，形容他們身型龐大有如巨人

根據考古資料，美國原住民早在約1萬年前便已居住在薩斯奎哈納河谷。河谷一帶原本十分寒冷，但隨著時間推移，該區氣候逐漸變得溫暖，幾乎與現時的氣溫相若。大約在3600年前，一種名為薩斯奎哈納的傳統文化開始在新英格蘭和加拿大海洋省份一帶流行，並被居於當地的原住民採用。這種文化改變了當地原住民的生活模式，由往日以捕魚為生，改為以捕獵野生哺乳動物（如鹿和駝鹿等）為主，輔以季節性聚集在魚獲較豐盛的地方捕魚。到了1450年，一支被稱為薩斯奎漢諾克人的美國原住民開始居住在主要支流一帶。雖然這支原住民部落操易洛魁語系的薩斯奎漢諾克語，但他們並不屬於易洛魁聯盟，亦未有與其他聯盟部落共同生活，而是獨居在河流一帶，以狩獵、捕魚、收集野果和務農為生。而在1525年，薩斯奎漢諾克人搬離主要支流，前往下游（即現今蘭開斯特縣一帶）生活。
在1600年代，薩斯奎漢諾克人與易洛魁聯盟經常發生衝突，又會互相搶劫對方部落。1608年，英國探險家約翰·史密夫離開位於詹姆斯河岸邊的定居點詹姆斯敦，率領一小撮探險隊員沿車薩比灣航行並進行野外調查及製圖工作。當史密夫一行人抵達車薩比灣上游時，他們遇到托克沃人（Tockwogh）及其盟友薩斯奎漢諾克人，並發現這兩個部落正交易法國商品，因而得知薩斯奎漢諾克人是法國商品的中介人。托克沃人告訴史密夫海灣上游有一條河流，薩斯奎漢諾克人則居於該地。於是，史密夫以薩斯奎漢諾克人的名稱來為河流命名。河流名稱在不同原住民語言內有不同意思，而學者對其出處亦意見不一：部份人認為「薩斯奎哈納」一詞源於萊納佩語一詞Sisa'we'hak'hanna，意指蠔河；有的指該詞來自阿爾岡昆語族，意指河流；而在18世紀亦有美國原住民專家指該詞是薩斯奎漢諾克語Queischachgekhanne的變種，意指長河。1615年，法國探險家萨缪尔·德·尚普兰在旅程中途經河流上游，並在其日記內描述薩斯奎漢諾克人城鎮卡蘭圖安（Carantouan）的外貌。在皮草貿易期間，薩斯奎漢諾克人與荷蘭人和瑞典人進行貿易，以皮草換取燧發槍，從而增強部落實力。1622年，英國探險家愛德華·帕爾默（Edward Palmer）在河口的小島（即現今的加勒特島）上建立了一個哨所。到了1620年代中期，薩斯奎漢諾克人透過薩斯奎哈納河谷前往現今特拉華州一帶攻擊荷蘭人和特拉華部落，以阻止他們繼續與易洛魁聯盟貿易。1628年，薩斯奎漢諾克人亦擊敗了萊納佩人並把其影響力擴展至鄰近的德拉瓦河一帶。
1633年，英籍拓荒者和商人威廉·克萊本在帕爾默的小島上建立皮草貿易站，把其命名為「維珍尼亞」，並與薩斯奎漢諾克人交易。1637年，英國派遣貴族第二代巴尔的摩男爵塞西尔·卡尔弗特接管該小島，驅逐克萊本及其他皮草商人，及後在島上興建征服堡（Fort Conquest）。1652年，為確保與英國人之間的和平和貿易，薩斯奎漢諾克人把大部分下薩斯奎哈納山谷割讓予定居馬里蘭州北部的英國清教徒。1658年，早期的馬里蘭人在河口位置建立定居地，即後來的哈弗格雷斯。在17世紀中葉，薩斯奎漢諾克人依賴歐洲槍支成為地區霸主，其威信及人口亦在同一時間增長。但到了1670年中後期，大量原住民因感染天花等疾病而喪生，薩斯奎漢諾克人的威信因而削弱，最後被易洛魁聯盟吸收和同化，離開鄰近河流的原居地並移居紐約州。此外，部份人選擇移居至馬里蘭州，亦有人經由亞利加尼山脈前往西部，進入了歐洲殖民地以外的土地，並被肖尼族吸收。到了17世紀末期，仍居於薩斯奎哈納河谷的薩斯奎漢諾克人只剩下約300人。1680年代，英國著名拓荒者威廉·佩恩獲國王查理二世御賜一片北美土地，即賓夕法尼亞省。佩恩知道省內的薩斯奎哈納河除了是該區農業的重要支柱外，亦是皮草交易的絕佳路線，因此必須把它好好守衛。1683年，佩恩與易洛魁酋長談判，希望收購河流兩旁土地。但此舉後來被他的政敵形容為打算把原住民貿易集中至他的賓夕法尼亞省，而國王亦指此舉對奧爾巴尼影響甚大，因為「與奧爾巴尼貿易的各族原住民都居於薩斯奎哈納河的上游」。1697年，佩恩幾經努力下終於確保地區安全，但他的殖民地建設早已落後十年。

### 18世紀
在18世紀初期，不少居於河流一帶的美國原住民部落因疾病和戰爭等因素而滅絕、遷移或被其他部落同化，而土地則被其他部落瓜分。其中，肖尼族從南方進駐河流下游一帶，而萊納佩人的分支蒙西部落則佔領河流西支的土地。1727年，出生於法屬加拿大的蒙托爾夫人與肖尼族丈夫移居至賓夕法尼亞州中北部一條名為奧斯通瓦金（Otstonwakin）的村落，並在稍後時間擔任商人顧問，以及總督帕特里克·戈登與易洛魁族之間的口譯員。後來，因丈夫在戰鬥中喪生，加上被奧奈達人酋長暨易洛魁族監管人謝克拉米聯同其殖民地同夥排除出外交圈子，於是蒙托爾夫人選擇退休，返回奧斯通瓦金並在該處經營著貿易補給站。1740年代初，數位摩拉維亞弟兄會的傳教士途經這條位於洛亞爾索克溪與西部支流交界的村落，並接受蒙托爾夫人的款待。後來，村落成為摩拉維亞弟兄會傳教士的重要停留點，並依靠它把福音傳遍賓夕法尼亞州的整片荒野。1742年，摩拉維亞弟兄會主教尼古勞斯·路德維希·青岑多夫在前往位於紐約州西部的易洛魁人首府奧農達加時，途中亦有到訪奧斯通瓦金。1745年，蒙托爾夫人與兒子移居至河流的一個小島上，與部份萊納佩人、奧奈達人和操蘇語組的圖特洛人為鄰。

萊納佩人酋長拉帕維索，他曾在1737年簽署《步行購地》協議，割讓土地予威廉·佩恩的兒子

1736年，賓夕法尼亞省創立者威廉·佩恩的兒子約翰·「美國人」·佩恩和托馬斯·佩恩，聲稱萊納佩人在1686年曾簽訂一紙土地契約，承諾賣出位於特拉華河上游與支流利哈伊河交匯處的一片土地。萊納佩人酋長拉帕維索隨即向易洛魁聯盟求助，又向省政府抗議文件的有效性，但聯盟領導人卻因政治利益而未有向萊納佩人伸出援手，而省政府亦指文件仍具法律約束力。結果，萊納佩人被迫離開在利哈伊谷的原居地，北移至河流上游懷俄明山谷和薩斯奎哈納山谷一帶，而這次的土地獲取在後來被稱為《步行購地》。1743年，謝克拉米與賓夕凡尼亞省總督通訊，投訴白人移民入侵薩斯奎哈納山谷，並重申河流支流朱尼亞塔河的周遭土地自古以來是原住民狩獵場，而易洛魁聯盟則早已把此地授予萊納佩人和肖尼族。1754年，北美十三州其中七個殖民地的代表在奧爾巴尼會議上與易洛魁聯盟150位領導人會面，鞏固英國人與易洛魁人之間的聯盟，以應對來自法國日益嚴峻的挑戰。會議期間，易洛魁人把薩斯奎哈納山谷大部份土地售予賓夕法尼亞省代表團，是為奧爾巴尼購地（Albany Purchase）。數日後，康涅狄格省代表團以朗姆酒灌醉易洛魁領導人，並誘使他們簽署土地契約售賣懷俄明谷。萊納佩人對於現居地被售予殖民者感到憤怒，並不再信任易洛魁人，以致在後來的英法北美戰爭中聯同肖尼族與法國一方結盟，而非與易洛魁人一同保持中立。1755年9月，一支由約1,500名士兵組成的法國和美國原住民軍隊準備向東進發，以守衛作為補給線的薩斯奎哈納河。同年10月，8名萊納佩人突襲殖民者位於佩恩溪的定居地，殺害14名居民並割下部份死者的頭皮，此事後來稱為佩恩溪屠殺。1756年6月，賓夕凡尼亞省總督向英軍的威廉·克拉珀姆（William Clapham）中校下達指示，要求他在森伯里市內建造堡壘，以防法國人和原住民的襲擊。最終奧古斯塔堡在1757年建成，以國王喬治三世的母親薩克森-哥達-阿爾滕堡的奧古絲塔為名。1756年7月，萊納佩人酋長雅各布隊長率領100名戰士進攻位於現今劉易斯敦西南部1.6公里（1英里）外的格蘭維爾堡。萊納佩人在這次襲擊中殺害或俘獲所有守衛堡壘的24名男性殖民者，以及部份躲藏在內的平民，並燒毀了這座新建的堅固堡壘。同年9月，老約翰·阿姆斯特朗上校率領賓夕法尼亞軍團，進攻萊納佩人的基塔寧村，並殺害包括雅各布隊長在內約五十餘名原住民，以回應前次攻擊。1758年10月，英國殖民者與13個原住民部落代表經過超過一週的談判後達成協議，簽訂《伊斯頓條約》以結束雙方的戰爭。條約規定，原住民會退出法國陣營，並停止攻擊英國一方及其殖民者定居地，而作為回報，英方及殖民地政府則許下數個承諾，其中包括退還易洛魁人早年割讓的大片具爭議土地（包括奧爾巴尼購地內四分之三的薩斯奎哈納山谷土地）。

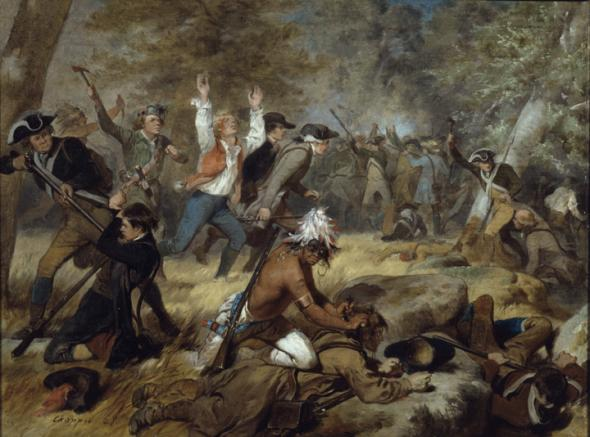
畫家阿隆佐·查佩爾在1858年的作品，描繪懷俄明之戰的慘烈

康涅狄格省代表團在1754年的奧爾巴尼會議上獲取懷俄明谷的土地後，隨即派遣殖民者前往該區開拓，但受後來的英法北美戰爭影響，殖民地建設工作因而被推遲。1768年，易洛魁聯盟放棄把該區土地售予康涅狄格省的薩斯奎哈納公司（Susquehanna Company），改為賣給賓夕凡尼亞省的佩恩家族。1769年，來自康涅狄格省的洋基移民在該區建立了包含威爾克斯-巴里在內的五個鎮區，而賓夕凡尼亞省的賓那邁（Pennamite）移民亦於同年抵達山谷。1769年至1770年，隨著衝突加劇，雙方發生第一次賓那邁—洋基戰爭。1771年後期，英國國王喬治三世支持及確認康涅狄格省的主張，促使更多洋基移民湧入該區。河流一帶在1775年至1783年的美國獨立戰爭中扮演重要角色。1777年9月，大英帝國軍隊在費城戰役中成功佔領該市，迫使第二屆大陸會議暫時撤退至蘭開斯特，再在一日後橫渡河流前往約克，並定其為臨時首都。戰爭期間，數以百計居於懷俄明谷的康涅狄格民兵被大陸軍徵召，定居地的防守因而出現空白。1778年年中，英軍約翰·巴特勒上校招募了效忠派的賓那邁居民及部份對不滿移民的易洛魁人，並打算利用賓那邁對洋基的不滿及憎惡來襲擊防守淺薄的定居地。在7月上旬的懷俄明之戰中，巴特勒上校率領千人部隊突襲該定居地，但由於防守的康涅狄格民兵缺乏經驗，防線迅速潰敗，結果約有340名軍人和平民被殺。1779年初，大陸軍的詹姆斯·克林頓將軍及其部隊沿莫華克河，拖運208艘船及所有物資前往薩斯奎哈納河的源頭奧齊戈湖。同年6月底，他們到達奧齊戈湖並開始在出口處修建臨時水壩以提高水位。及後他們打破水壩使河流上游暫時適合通航，並利用船隻順流而下前往泰奧加與約翰·沙利文將軍會合。在8月29日的紐敦之戰內，約翰·沙利文將軍率領三千多名正規軍及兩連民兵，於希芒河的某山丘下（即現今紐約州內的埃爾邁拉）迎戰英軍及易洛魁人的聯合部隊。最終，沙利文將軍的部隊擊敗英軍及易洛魁人，摧毀了數個易洛魁族村莊並銷毀附近所有農作物和食品，挫敗敵人士氣。此外，奧古斯塔堡在獨立戰爭期間被大陸軍佔領，成為軍方在上薩斯奎哈納山谷的軍事總部，而居於此堡的塞繆爾·亨特（Samuel Hunter）上校則負責指揮諾森伯蘭縣民兵的活動、派遣士兵至華盛頓麾下的大陸軍，以及支援和保衛山谷內的小型哨所。
在戰爭尾聲，賓夕法尼亞州和康涅狄格州的定居者要求邦聯議會解決懷俄明谷的土地爭議
。1782年12月底，邦聯議會頒布《特倫頓法令》（Decree of Trenton），裁定懷俄明谷屬於賓夕法尼亞州一方，並把它列為諾森伯蘭縣的一部分。1784年5月，賓夕法尼亞州的武裝人員進入山谷並把洋基移民趕離。同年11月，洋基移民攜同更強力的武裝返回山谷，摧毀威爾克斯-巴里內的狄金森堡（Fort Dickinson），並以此威脅賓夕法尼亞州政府，要求成立新的威斯特摩蘭州（State of Westmoreland）及脫離賓夕法尼亞州和康涅狄格州的管治。最後賓夕法尼亞州政府與洋基移民達成妥協，承諾建立新的路澤恩縣，而洋基移民亦打消建立新州的念頭。1789年至1790年，賓夕凡尼亞邦最高行政會議委託蒂莫西·馬塔克上校以及薩繆爾·麥克萊和約翰·阿德盧姆兩名測量師，勘測河流源頭並調查其航行能力。另外，他們還負責探索西部支流至阿勒格尼河一帶，以尋找可把兩條河流連接起來的路徑。1792年，道路和內陸航運改善協會（Society for the Improvement of Roads and Inland Navigation）向賓夕法尼亞州提出建議，打算在州內修築聯盟運河，把支流斯瓦塔拉溪和斯庫爾基爾河支流托芬霍肯溪連接起來，以建立一條能連接費城至匹茲堡的水路。

### 19世紀
早在1760年代，殖民者便已在賓夕凡尼亞州內發現並應用無煙煤，但僅作應付當地的需求。直到1807年，亞比雅·史密斯（Abijah Smith）和約翰·史密斯（John Smith）兄弟倆人借助河水暴漲，利用河流把50公噸無煙煤運送至下游的哥倫比亞，為無煙煤的商業生產拉開序幕。可是，由於無煙煤較難點燃，因此起初的用家大多是在鐵匠鋪，另有少部份用於高爐、蒸汽機以及家庭供暖等。1808年，威爾克斯-巴里的傑西·費爾（Jesse Fell）法官發現把無煙煤置於鐵爐架上會更容易點燃和燃燒，他隨後把這個實驗結果在懷俄明谷內傳播。這項發現提升了無煙煤作為燃料的普及率，同時促使賓夕法尼亞州東北部煤炭工業的擴張。此外，1812年戰爭亦是無煙煤普及的其中一項因素。戰爭期間英軍的港口封鎖措施為紐約和費城等城市帶來燃料供應短缺的危機，但來自威爾克斯-巴里的雅各布·西斯特（Jacob Cist）反而說服公眾使用無煙煤作為煙煤的替代品，成功開拓市場。但由於無煙煤田位處偏僻，被阿帕拉契山脈包圍，加上河流兇險，運輸工作可謂困難。為加強東西方之間的貿易及更有效地運送人員和貨物，賓夕法尼亞州政府自1820年代中期便批准興建賓夕法尼亞州運河和多條鐵路。1834年起，阿勒格尼轉運鐵路、費城與哥倫比亞鐵路和理海與薩斯奎哈納鐵路相繼落成啟用，並透過運河成功連接費城和匹茲堡兩大城市。而在1836年，土木工程師約翰·B·傑維斯在紐約州賓漢頓南部修築了一條運河系統，以延伸希南戈河，並把薩斯奎哈納河與伊利運河連接起來。1838年，賓夕法尼亞州政府在河流興建由一系列水閘組成的威科尼斯科運河，使道芬縣出產的無煙煤更容易經由河流前往米勒斯堡，再經由該地的鐵路輸往各地。
河流在後期聖徒運動的歷史內佔一席位。1827年，約瑟·斯密夫婦搬到賓夕凡尼亞州東北部的哈蒙尼（即現今的奧克蘭），並在此處把刻有古代文字的金頁片翻譯成現代文字（即後來的《摩爾門經》）。此後，馬丁·哈里斯和奧利弗·考德里先後前往該處協助斯密抄寫譯文。後期聖徒教會的歷史亦提及，施洗約翰曾在1829年5月出現在斯密和考德里面前，向他們施行按手禮並授予他們亞倫聖職，後來他們倆人亦互相為對方施洗。同年的稍後時間，斯密和考德里聲稱門徒彼得、雅各與約翰曾經在河邊顯現於他們眼前。

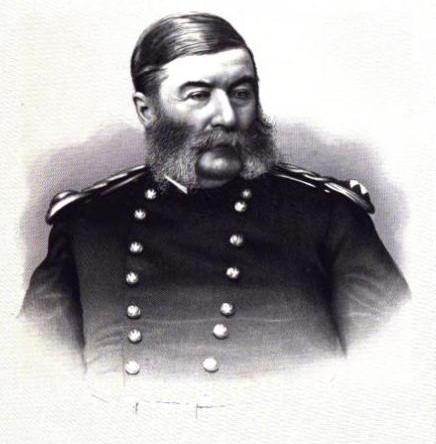
格蘭維爾·O·哈勒少校，在蓋茨堡戰役中曾率軍抵禦聯盟軍並守衛哥倫比亞—賴茨維爾大橋

隨著鐵路擴張，加上其速度和靈活度，利用運河運送貨物開始變得無利可圖。1840年代開始，有部分新興運輸企業只利用鐵路運送煤炭往各城市，而不再依賴運河。往後，一些鐵路公司（如理海煤炭與航運公司和德拉華和哈德遜運河公司）在區內購入大量無煙煤田，並把旗下鐵路修建在靠近煤田的市鎮，以便運輸。到了1850年代初，蒸汽機技術漸進成熟，鐵路機車已有足夠動力運輸大量貨物，加上速度優勢，以致它漸漸取代運河成為長途運輸的首選。1852年，途經下游哈里斯堡和蘭開斯特等地的賓夕法尼亞鐵路啟用，開始提供從費城到匹茲堡的客運貨運服務，與此同時亦為區內的運河系統敲響喪鐘。到了1859年，賓夕凡尼亞州政府出售了州內所有運河。另外，位處下游的哈里斯堡在19世紀中葉一度是奴隸逃亡網絡「地下鐵路」的其中一個顯著停靠站，協助者會在此處向打算穿越河流前往加拿大的逃亡奴隸提供食宿。1863年6月，時值南北戰爭的蓋茨堡戰役，美國戰爭部創立薩斯奎哈納軍部，旨在保護賓州首府哈里斯堡和南部地區以及阻止聯盟軍渡過薩斯奎哈納河，並任命達賴厄斯·納什·庫奇少將為該部司令。同月下旬，聯盟軍入侵賓夕法尼亞州，並成功佔領約克。及後，將軍計劃穿越賴茨維爾旁的薩斯奎哈納河，企圖進攻並奪取合眾國的主要鐵路中心哈里斯堡。庫奇少將其後命令格蘭維爾·O·哈勒少校率領民兵部隊，守衛哈里斯堡和賴茨維爾的主要橋樑，以及附近的河流淺水處。同月28日，聯盟軍的約翰·布朗·戈登准將率領1,800名士兵抵達賴茨維爾，並以炮火攻擊駐守的聯邦軍，試圖奪取哥倫比亞—賴茨維爾大橋的控制權。不敵的聯邦軍撤退至對岸的哥倫比亞，先後炸毀和燒毀大橋，而目睹橋樑摧毀的聯盟軍只好撤離，再在翌日被上級召回約克。戰後，賓夕法尼亞鐵路成立賓夕凡尼亞運河公司，並繼續使用運河來運輸貨物。然而，運河使用需求自1875年起穩步下降，在世紀末時便不再常用。1889年6月初，中尺度對流複合體產生大量降水，賓夕凡尼亞州中部在36小時內錄得230毫米（9英寸）降雨量，西部支流的水位和流量分別升至8.2米（26.8英尺）和18,500立方米每秒（654,000立方英尺每秒），並在威廉斯波特、洛克海文、蒙哥馬利等地誘發洪災。而在1894年5月下旬，暴雨在兩日內為哈里斯堡及鄰近地區帶來281毫米（11.05英寸）降雨量，並在主河段及支流引發洪災。

### 20世紀至今

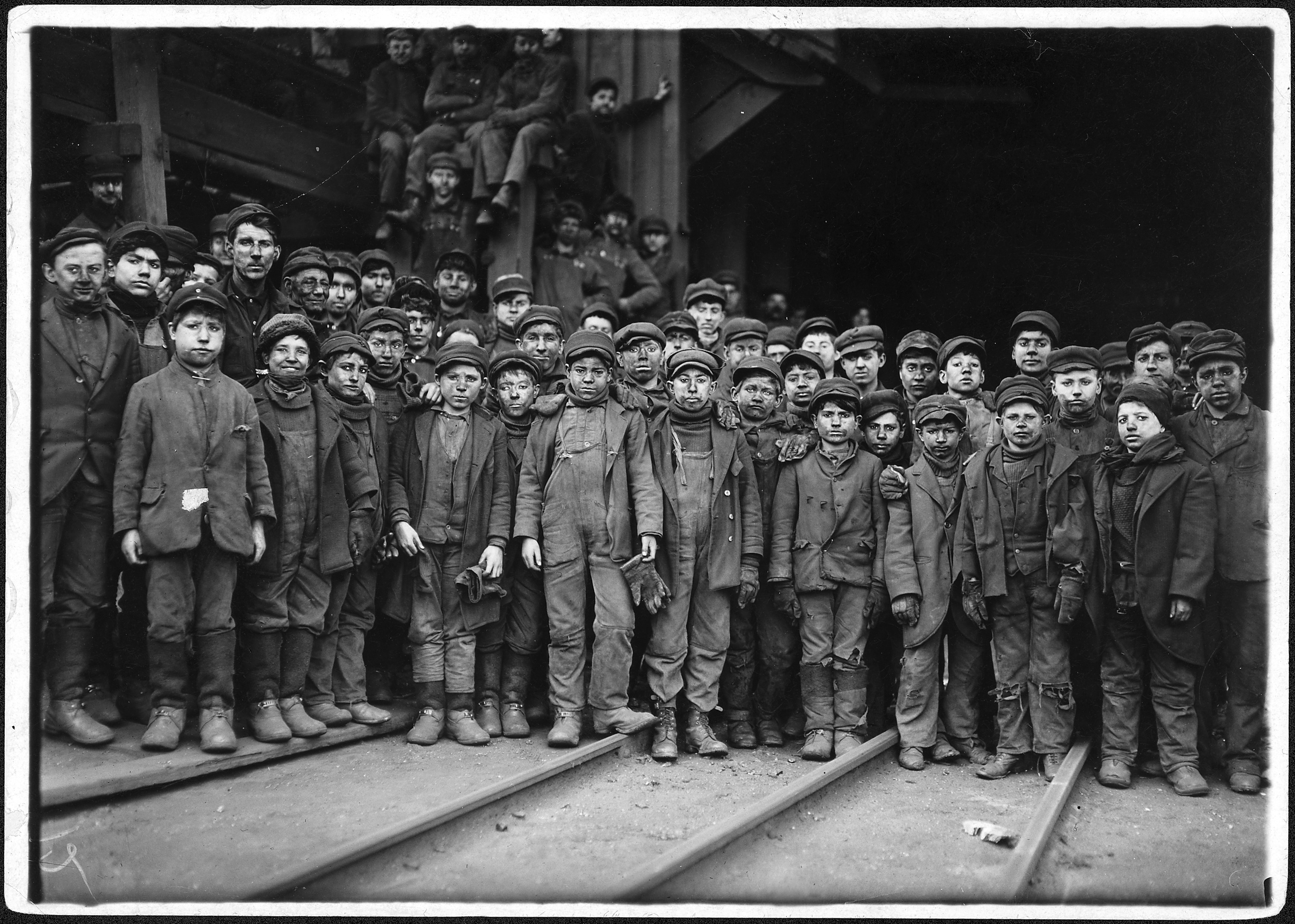
在皮茨頓碎煤工廠內工作的「碎煤男孩」，攝於1911年

20世紀初，歐洲移民湧入，為區內諸多城鎮帶來爆炸式的人口增長，同時亦為區內採礦業帶來充足勞動力。然而，當時的採礦業乃至其他行業除了聘請廉價的移民勞工外，亦廣泛使用童工作為勞動力。1900年代中期，國家童工委員會成立，隨即前往賓夕凡尼亞州鄰近河流一帶的無煙煤產地進行實地考察。1908年，委員會委託攝影師路易斯·海因調查和記錄美國的童工現象。海因花費接近十年時間在全國各地攝下數以千幅工廠童工的照片，其中包括多幅在皮茨頓拍攝、關於礦業童工「碎煤男孩」的作品，而這些照片的曝光亦間接促成後來基廷—歐文法案的通過。而在1914年至1918年的第一次世界大戰期間，國內煤炭需求急劇增加，採礦業亦迎來高峰，產量自1900年的5,700萬公噸提高至1917年的1億公噸。1919年，位於威爾克斯-巴里的巴爾的摩煤礦發生爆炸，造成92名礦工喪生。自1920年起，由於國內對煤炭的需求下降，無煙煤行業的命運開始轉向。1936年3月中旬，賓夕凡尼亞州氣溫異常溫暖，加上兩次連續暴雨，加快積雪融化，最終在州內多處誘發洪災。哈里斯堡是其中一個受災區域，洪水始於16日並在18至19日達到頂峰，河流水位一度上升至8.91米（29.23英尺），流量亦增至21,000立方米每秒（740,000立方英尺每秒），導致市內大量公共設施受損。經歷經濟大蕭條後，皮茨頓等地的採礦業因第二次世界大戰而再度復甦，產能亦再度增加。可是，區內的煤礦工人大多被徵召入伍，或是前往其他地區的國防工業工作，以致勞動力供應減少。同一時間，賓漢頓、約翰遜城、恩迪科特亦發展成強勁的製造業集中地，在1940年時更有逾百間工廠在此落戶。戰後，由於石油和天然氣便於儲存和使用，作為主流燃料的煤炭開始被前者取代，到了1950年代煤炭生產和鐵路運輸量更雙雙出現急降。1959年1月22日，威爾克斯-巴里東北部的詹金斯鎮發生礦難，事故引致懷俄明谷右岸一帶出現河水氾濫，淹沒附近多個礦井，並造成12名礦工死亡。此次事故亦為賓夕凡尼亞州東北部的採礦業敲響了喪鐘。自1960年代初，區內採礦業出現倒閉潮，而就業人數更由當時的17,000人下跌至1974年的約2,000人。幾乎在同一時間，賓漢頓一帶亦出現工廠倒閉潮。

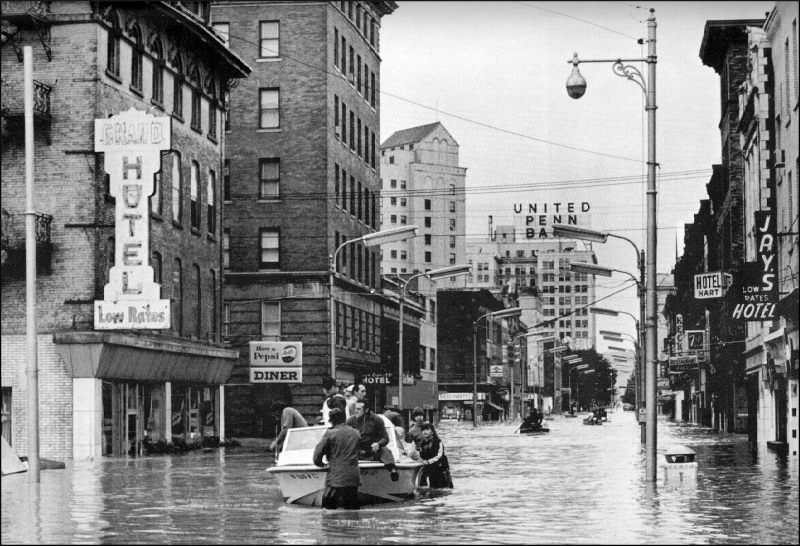
1972年6月洪災中，洪水一度淹浸威爾克斯-巴里市內多棟建築

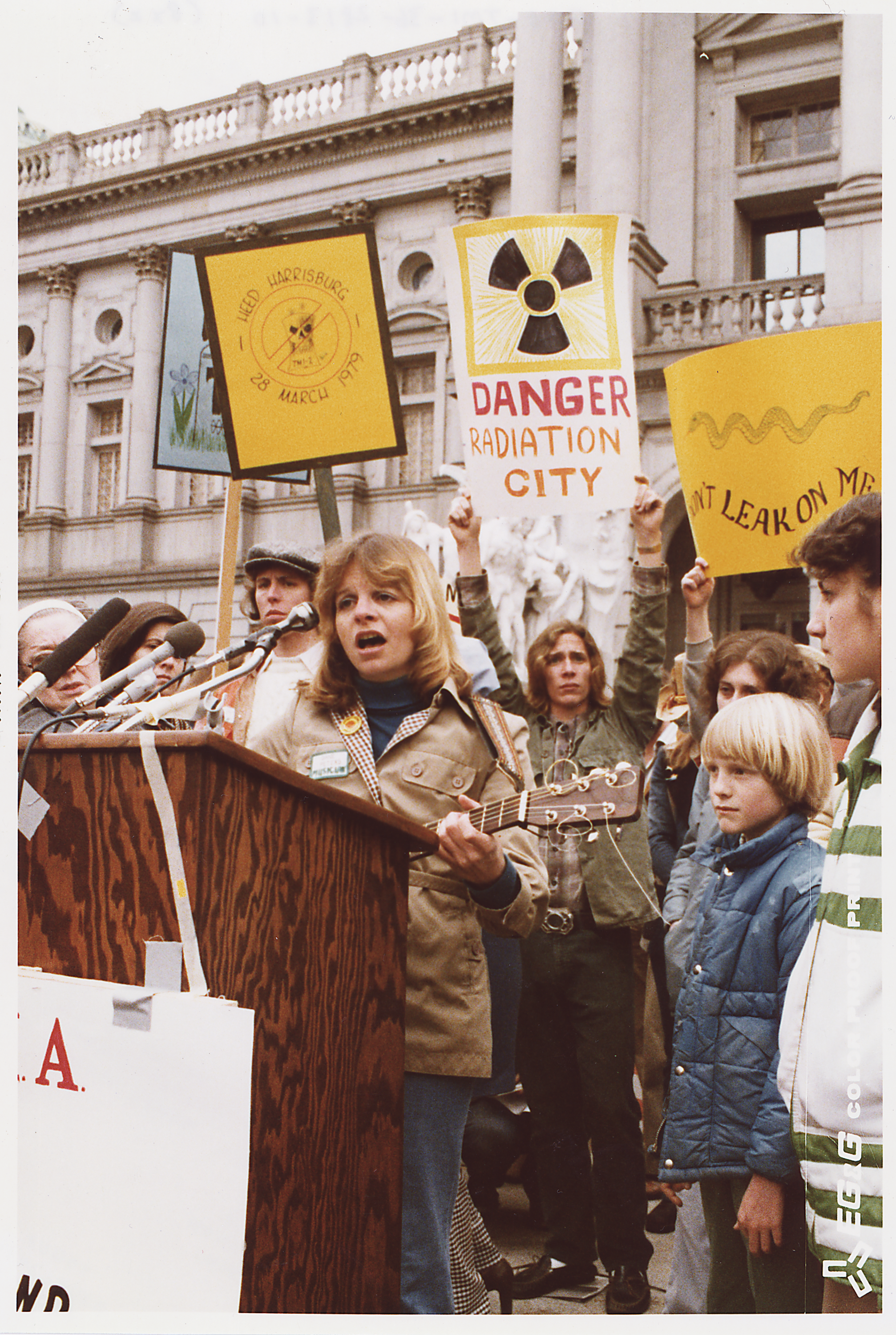
1979年5月哈里斯堡的反核示威

1972年6月22日，颶風艾格尼絲在紐約州東南部登陸，並向西移至賓夕法尼亞州。而在21日至24日之間，艾格尼絲帶來大範圍暴雨，其中賓夕法尼亞州和紐約州西部更錄得250至460毫米（10至18英寸）的降雨量，而大部分降水則從西部支流流入主河段。隨後流域多地發生洪災，範圍遠至紐約州賓漢頓以及馬利蘭州迪博伊西港。河流最高水位在哈里斯堡一帶上升至10.14米（33.27英尺），超越1936年3月洪水創下的紀錄，是自1786年有紀錄以來最高。懷俄明谷是賓州受災最為嚴重的地區，洪水幾乎淹浸整個山谷，超過2萬間房屋、2,700家企業和150家工廠遭到破壞，區內許多維多利亞時代的歷史建築亦受損嚴重至無法修復。最終，洪災在流域內奪去72人的性命，並造成約28億美元損失。同時，河流向車薩比灣排放大量淡水，對海灣北部的水生植物和魚類群落帶來短暫影響。1979年3月28日，由於工作人員錯誤操作加上機械故障，導致位於哈里斯堡東南部的三哩島核電廠發生爐心熔毀事故。儘管爐心熔解可控而且輻射洩漏量很低，但時任州長迪克·索恩伯格仍聽取美國核能管理委員會主席約瑟夫·亨德里的建議，疏散核電廠8公里（5英里）半徑範圍內的孕婦和學齡前兒童，並要求16公里（10英里）半徑範圍內的居民留於家中並關上門窗。在短短數日之內，數以十萬計的居民撤離受影響區域。縱使核能管理委員會後來指事件未有為公共安全和周圍居民的健康帶來負面影響，但仍成為接下來連月多場全國性反核示威活動的導火線，其中在哈里斯堡至少有6.5萬名示威者參與遊行。1997年，美國國家環境保護局把河流上游及支流拉克萬納河列為美國遺產河流。
位於鏽帶的城市（如賓漢頓和威爾克斯-巴里）自20世紀中葉開始經歷了數十年的去工業化、人口流失和城市衰退。21世紀初，這些城市均進行產業轉型以刺激和振興當地經濟，而賓漢頓把其主要產業由製造業轉為醫療保健業便是其中一個例子。2011年9月初，熱帶風暴李吹襲美國墨西哥灣沿岸地區和美國東部。風暴殘餘物為流域帶來大雨，並在多地引發洪災。其中，賓漢頓一帶所錄得的降雨量為250至300毫米（10至12英寸），美國地質調查局在鄰近河段設置的監測站更錄得河流水位較其洪水位高出5.2米（17英尺）。洪水來襲導致賓漢頓以西的奧韋戈村幾乎被淹沒，而布魯姆縣亦有2萬多居民需要撤離。而在賓夕法尼亞州，盧澤恩縣受災最為嚴重，威爾克斯-巴里、愛德華茲維爾、西皮茨頓等城鎮被淹，縣政府更下令所有曾受1972年颶風艾格尼絲洪災影響的地區須強制撤離，而鄰近河段的水位亦一度升至13米（42.66英尺），打破1972年洪災的紀錄。在哈里斯堡，市政府撤離逾萬名居於市中心低窪地區的居民，而在稍後時間河流水位上升2.1米（7英尺），淹沒城市島（City Island）及市內低窪地區。是次洪災造成多人死亡，紐約州布魯姆縣和泰奧加縣分別損失5.13億美元和4.78億美元，而賓夕法尼亞州道芬縣和盧澤恩縣則分別蒙受1.5億美元及數千萬美元損失。2019年9月20日，艾索倫電力公司宣佈三哩島核電廠正式停止運作，而廠內的所有放射性物質則預計需要60年才能完全清理。2020年9月10日，馬里蘭州、哥倫比亞特區、維吉尼亞邦和德拉瓦州，以及車薩比灣基金會和其合作伙伴，分別向美國哥倫比亞特區聯邦地區法院提交訴狀，控告美國國家環境保護局未有履行一項旨在減少車薩比灣污染的十年協議，同時未有要求賓夕法尼亞州和紐約州制定計劃以減少污染物藉薩斯奎哈納河流入海灣。

## 河流改造

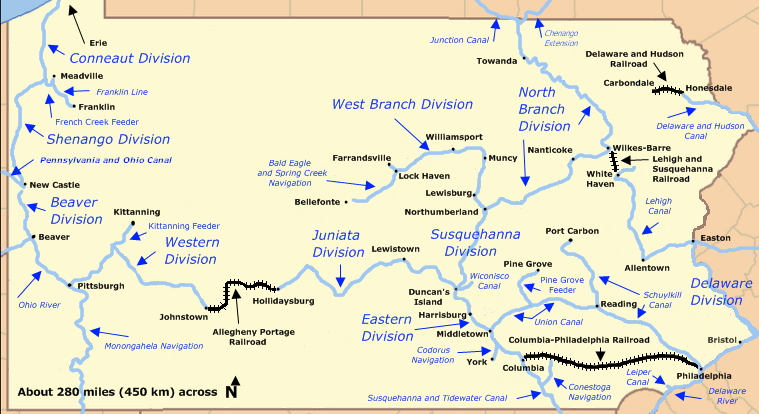
19世紀賓夕法尼亞州的運河和鐵路系統

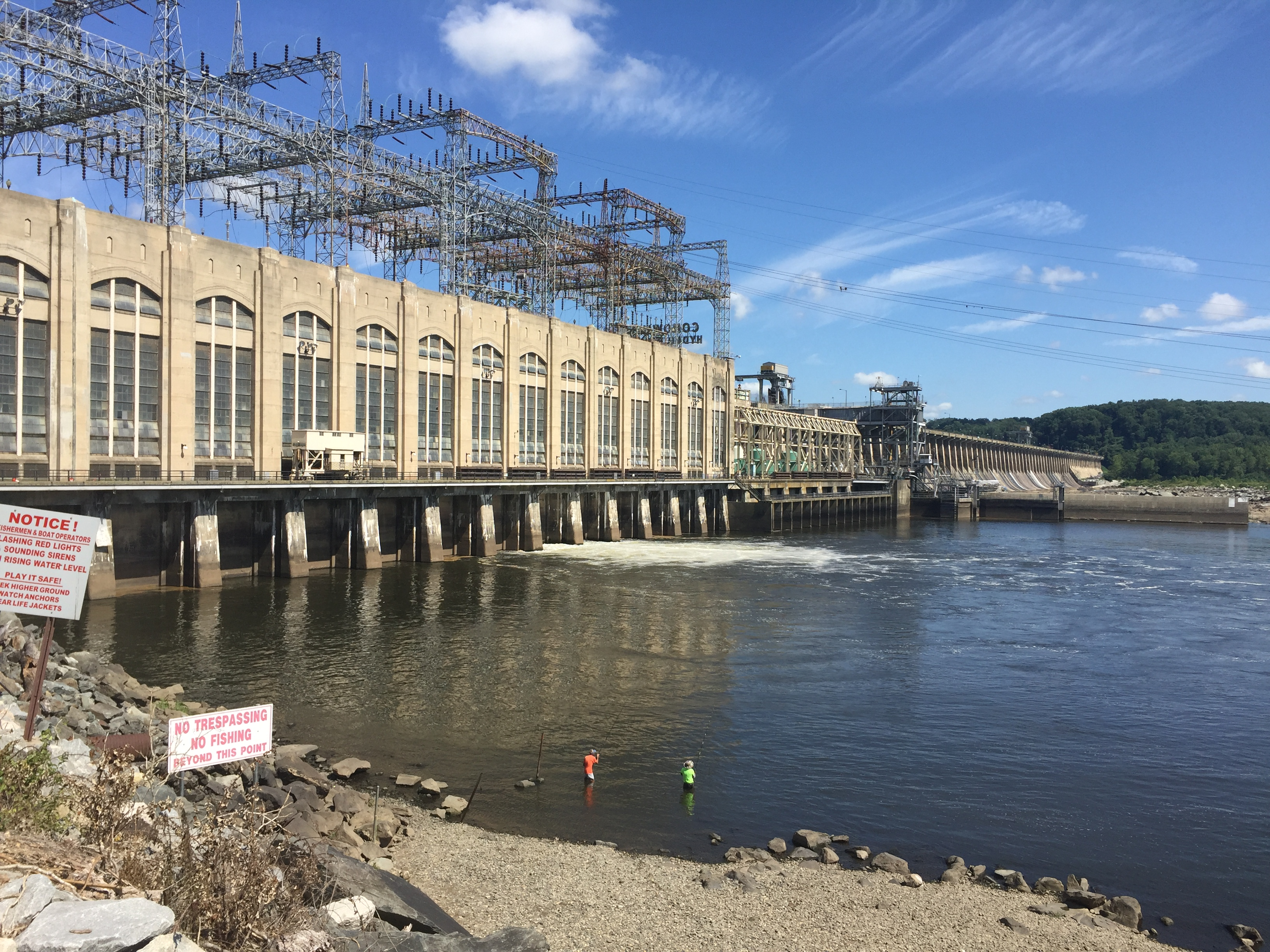
鄰近河口的科諾溫哥水壩

在19世紀以前，1.6公里（1英里）寬的薩斯奎哈納河是人們往返南北各州的一道屏障，他們只能依賴渡輪過河。河流還存在不少急流，船隻只能利用春季融雪水造成的河水暴漲順流而下，而無法逆流而上。1818年，迪博伊西港橋建成。這座木製廊橋長1,270米（4,170英尺），設有18個跨距61米（200英尺）的拱形桁架，是當時首條橫跨河流並連接南北兩岸的橋樑。廊橋後來被洪水摧毀，最終在1859年被位於更上游的科諾溫哥橋取代。1902年，位於哈里斯堡上方的羅克維爾橋建成，它長1,160米（3,820英尺），在當時屬世界上最長的石砌拱形鐵路高架橋。橋樑在1975年被聯邦政府列入《國家史蹟名錄》，並在1979年被美國土木工程師學會評選為國際土木工程歷史古蹟。另外，河流的通航能力在1820年代亦開始得到改善。1828年，聯盟運河建成，並成功把哈里斯堡河段與斯庫爾基爾河連接起來。聯盟運河長132公里（82英里），寬36米（11英尺），深1.2米（4英尺），並設有93個船閘。可是，由於建造船閘時出現明顯錯誤，導致運河的船閘太窄和太小。到了1830年代，賓夕凡尼亞州政府和運河公司先後在河流下游興建兩條運河系統來繞過急流。1831年，由賓州政府出資興建的薩斯奎哈納運河正式啟用。運河長66公里（41英里），始於諾森伯蘭，終於朱尼亞塔河河口的鄧肯島，沿途設有12個船閘，能克服河中約26米（86英尺）的高度落差。而在1840年，位於賓州賴茨維爾與馬利蘭州哈弗格雷斯之間的薩斯奎哈納和潮水運河亦落成。運河長69公里（43英里），寬15米（50英尺），深約1.8米（6英尺），設有29個船閘，能克服70米（231英尺）的高度落差。隨著工業時代的發展，這類內陸運河逐漸被鐵路取代，幾乎所有運河都在1901年被停用和廢棄。時至今日，大多運河遺址已被水淹浸，或被保育成為歷史公園的一部分。
薩斯奎哈納河上築有十多個水壩，而其中較重要的三個水壩則集中在下游。在1931年建成的安全港水壩屬混凝土重力壩，長1,484米（4,869英尺），高23米（75英尺），並設有3個雙摺葉調節閘門和28個防洪閘。其水庫克拉克湖面積為27.2平方公里（6,720英畝），最大蓄水量為59,020,000立方米（47,850英畝·英尺）。霍爾特伍德水壩於1910年啟用，是採用溢流型結構的混凝土重力壩，長729米（2,392英尺），高17米（55英尺），其水庫阿爾德雷德湖（Lake Aldred）面積為9.7平方公里（2,400英畝）。特別的是，霍爾特伍德水壩頂部由木製閘板和充氣橡皮壩抬高，且未有裝設防洪閘。此外，位於馬利蘭州、距離河口16公里（9.9英里）的科諾溫哥水壩則在1928年啟用，它同屬混凝土重力壩，長1,417米（4,648英尺），高29米（94英尺）。科諾溫哥水庫的面積為36平方公里（9,000英畝），最大蓄水量為380,000,000立方米（310,000英畝·英尺）。水壩設有2個調節閘門和50個防洪閘，可經由S形溢洪道把洪水排放至河內。
除了水壩外，多個沿河而建的城市亦修築防洪堤系統來抵禦洪水。1935年，美國國會向美國陸軍工兵部隊撥款365萬美元，用以在賓夕法尼亞州懷俄明谷的河流沿岸修建防洪堤。防洪堤的預定高度為10米（33英尺），稍高於當時河流的最高水位8.7米（28.6英尺）。然而，1936年的洪水導致河流水位略高於防洪堤，並在該區造成廣泛破壞。洪水過後，區內各個市政府加緊修建防洪設施，終以79.3萬美元建造了長約2,000米（6,400英尺）的防洪堤。同年6月22日《防洪法》通過，授權工兵部隊在紐約州和賓州建造蓄水池和相關防洪項目，以保護城市及其周邊地區免受頻發洪水影響及降低損失。自1940年起，工兵部隊在紐約州賓漢頓地區先後興建多項防洪設施，包括長28.2公里（17.5英里）的土堤、長4.8公里（3英里）的混凝土防洪牆、179個分段閘門、一個水庫和20個防洪湖泊。此外，工兵部隊亦清理鄰近賓漢頓的河道和河岸，以及利用拋石工法以保護河岸。1975年颶風艾格尼絲和颶風埃洛伊塞過後，賓漢頓一帶得益於工兵部隊所建的防洪設施而並未受嚴重影響，而賓州路澤恩縣則受災嚴重，故縣政府耗資2億美元提升區內防洪設施，包括把長約26公里（16英里）的防洪堤增高0.91至1.5米（3至5英尺），改良13個聯邦抽水站的結構，以及改善排水和封閉結構。在2011年熱帶風暴李所誘發的洪災過後，路澤恩縣政府再次強化當地的防洪牆，而賓漢頓市政府則釋出面積約0.59平方公里（146英畝）的氾濫平原土地改為城市綠地用途以作緩衝，又在基建設施附近加建防洪牆。另外，哈里斯堡只在沿河的哈里斯堡國際機場外修建防洪堤，以防止洪水淹沒機場跑道，卻未有在市內沿河地區修建相關建築。

## 環境影響

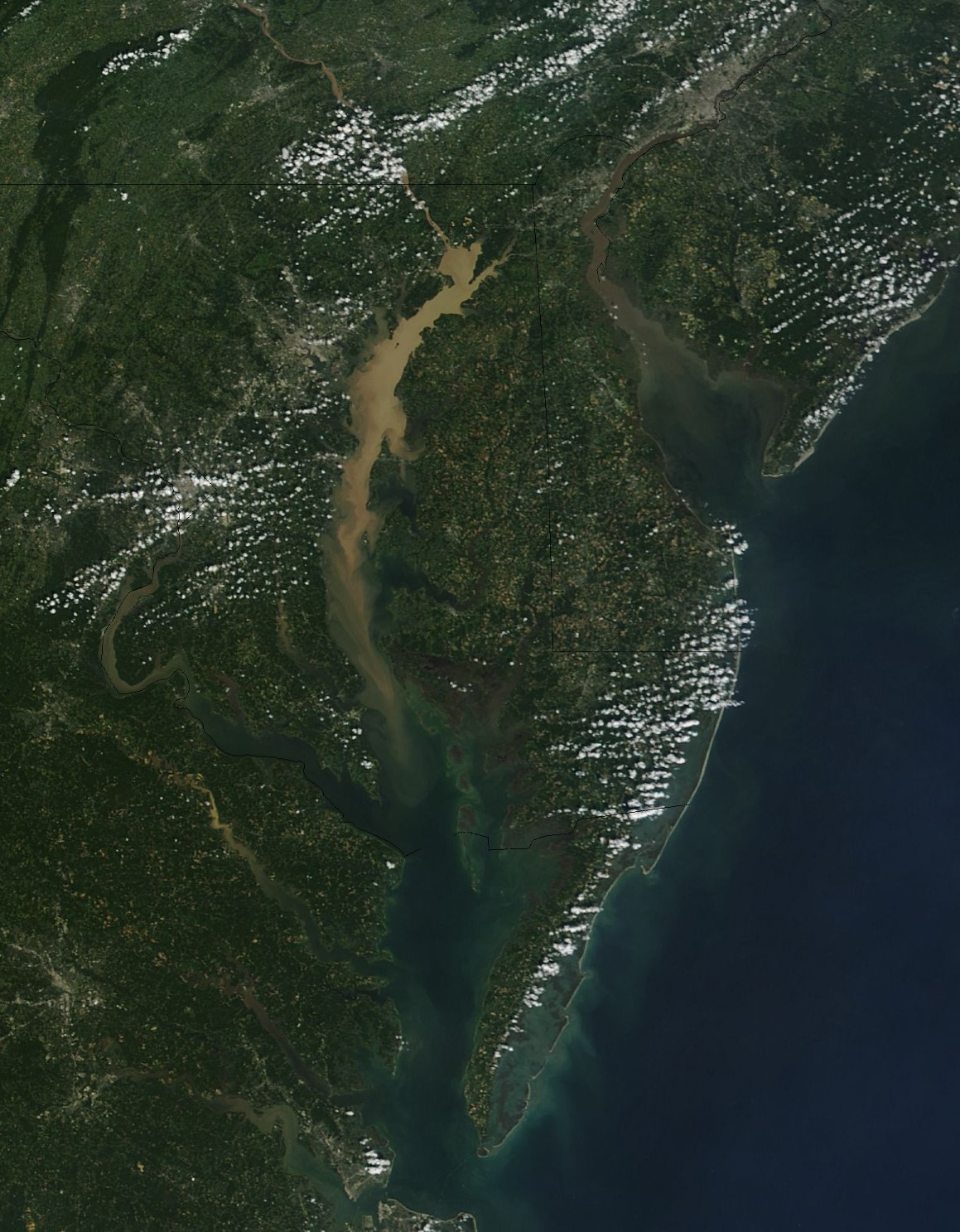
2011年熱帶風暴李過後，大量沉積物經由薩斯奎哈納河湧入並覆蓋上車薩比灣大半區域

薩斯奎哈納河流域委員會採用水質指數來評估基流條件下河溪的一般健康狀況。按照污染程度，指數把河溪水質大致分為五個級別：極佳、良好、普通、惡劣、極劣。根據薩斯奎哈納河流域委員會在2020年發表的報告，河流水質介乎良好與普通之間，但同時部分監測站所得的水質數據屬惡劣，另有少部份地區的水質屬極佳或極劣。河流的主要污染物來源包括含有氮和磷元素的地表逕流（主要來自區內農場和已發展地區），長期積聚在水壩的沉積物，廢棄礦井的排水，以及老舊廢水處理設施的排放或洩漏等。這些污染物除了危害河流健康外，亦會威脅其他河流使用者和野生動物的安全，並可能對經濟造成破壞性影響。2016年，賓夕凡尼亞州環境保護部發表河流水質監測報告，指哈里斯堡河段的大腸菌群含量較高，並把鄰近8公里（5英里）的河段列為「受損」。2018年，紐約州賓漢頓政府把1.3億公升（3500萬美制加侖）未經處理的廢水排入河流。而在2020年，環保組織「下薩斯奎哈納河守護者」發表同類報告，指哈里斯堡河段的大腸桿菌水平較游泳或水上娛樂的安全標準高出2.5倍以上，城市島沙灘公園亦因河水細菌含量高而被迫關閉，並把矛頭指向該市在風暴期間把雨水和受污染廢水混合排放至河流的做法。另外，河流流域存在不少荒廢煤礦，這些橙黃色的煤礦排水通常含有高濃度的酸和有毒金屬，並會以滲入水道和小溪的形式破壞周遭環境和水中生態。
城市化也改變了河流中的沉積物輸送。沉積物和有毒物質會隨著城市逕流進入河流，污染和干擾水中生態。部分化學物質例如磷和氮更會造成優養化，甚至產生大面積的死區。另外，河流下游數座大型水壩捕獲和儲存大量沉積物，從根本上改變了蓄水區的棲息地生態。雖然這些水壩暫時阻止沉積物移動並污染下游，但它們將會在未來達到容量上限後開始向海灣輸送。另一邊廂，水壩在強風暴侵襲時會打開防洪閘泄洪，使大量沉積物和污染物順流而下。2011年熱帶風暴李吹襲期間，下游水壩一度向車薩比灣排放輸送沉積物。2015年，美國地質調查局確認1972年颶風艾格尼絲為科諾溫哥水壩帶來1350萬噸沉積物。據估計，現時每年約有230萬噸沉積物經由河流輸送至海灣，另約有340萬噸則被困於河流下游的三座主要水壩。水壩的建設亦會影響常棲魚和洄游魚族群的數量。河流流域曾是美國東海岸最大的美洲西鯡產卵區，歷史上有數以百萬計的美洲西鯡洄游至河流產卵。然而，基於水壩的阻擋，現時只有約2%的美洲西鯡能抵達河流上游的產卵棲地。

## 保育與修復
在確定水質狀況方面，薩斯奎哈納河流域委員會會透過數種方法來收集相關數據，包括從河溪中取出水樣，歸納和評估河流生物群落的健康狀況，評估河岸條件、沉積程度和理想棲息地的可得性，以及研究如流量和降水等環境條件。雖然委員會不直接監管水質，但他們仍會與機構和其他利益相關者分享數據和協調，以確保決策者採取行動防止或解決水質問題。在改善水質方面，除了硬件改善（如升級污水處理廠設備和在河岸安裝侵蝕控制裝置）外，三州政府都推行了不同措施減輕河流污染程度。以紐約州為例，政府推出了不同計劃協助當區農民轉型至有機農業，及改善牲畜排泄物收集方式，以減少化肥、農藥和動物糞便流入河流的機會。為防廢棄礦井的排水繼續污染河溪，賓夕凡尼亞州政府建造了各種被動修復系統以降低水的酸度和去除有毒金屬，其中包括在明渠鋪上石灰石降低流水的酸度和提高其pH值，以及積蓄污水並待氧化鐵沉澱後再排放到鄰近溪流。針對水壩沉積物，馬利蘭州政府祭出數項解決方法，包括定時疏浚沉積物並利用綠化技術把其循環再用，製定水體可以接受的最大污染物量「總最大日負荷」等。另外，馬利蘭州政府亦在2019年與科諾溫哥水壩的營運商艾索倫電力公司達成協議，以新的50年水壩營運許可證換取公司撥款約2億美元改善包括水質等問題。
雖然天然植被覆蓋率高達六成，但流域內仍有36%的河溪未被森林緩衝帶覆蓋，而在下游地區比例更上升至50%。為了修復因人類活動而造成的棲息地破碎化，多州傾向優先保護森林樞紐、走廊和濕地，以加強現時野生動物正在使用的剩餘生境網絡，以及提供額外的森林內部棲息地。賓夕法尼亞州政府在美國國家環境保護局的支持下展開州內評估工作，而美國魚類及野生動物管理局亦與紐約州的環保組織上薩斯奎哈納自然保護聯盟合作，透過生態數據來確定保護和恢復區域的優先順序，旨在確保森林恢復工作能對魚類和野生動植物棲息地產生最大效益。此外，聯邦政府和各州的合作夥伴承諾，將會在2025年恢復車薩比灣流域68%的沿岸森林覆蓋率，並訂下每年恢復1,400公里（900英里）的目標。2017年，約50名義工在蘭開斯特縣的下游河溪兩岸種植逾800棵樹，以加強河岸穩定性和向魚類種群提供棲息地。針對廢棄礦山問題，賓夕凡尼亞州政府在2009年曾批出多份合同以復墾礦山及其高牆，以及回填礦井。為修復土地和減低污染物流入河流的機會，非牟利組織車薩比灣基金會與賓夕法尼亞州政府、賓夕法尼亞州環境委員會和薩斯奎哈納河流域委員會合作，在廢棄礦地上種植樹木試圖重建森林。
1942年，時任總統富蘭克林·德拉諾·羅斯福簽署9185號行政命令，把河口至車薩比灣頂部一帶劃為野生動物保護區，以保護候鳥和其他野生動植物。在高峰期間，薩斯奎哈納河國家野生動物保護區一度錄得逾50萬頭帆背潛鴨和美洲潜鸭，以及逾20萬頭葡萄胸鴨。另外，河流流域曾經是多種魚類的棲息地，但受到如水壩建設等人類活動的影響，魚類數目急速下降。由三州漁業機構、薩斯奎哈納河流域委員會和聯邦政府組成的薩斯奎哈納河洄游魚類恢復合作社（The Susquehanna River Anadromous Fish Restoration Cooperative）編寫了《魚類遷徙管理和恢復計劃》，用以修復流域的魚類棲息地和移除障礙物，以及確保魚類能洄游至流域上游產卵，最終達致提升魚類種群數量和恢復流域漁業可持續的目標。針對淡水貽貝，除了1973年生效的《瀕臨滅絕物種法》，紐約州政府還訂立了相關法規來防止公眾拾取和收穫瀕危物種，而賓夕法尼亞州政府更把法例覆蓋至屬於入侵物種的貽貝。2019年，賓夕法尼亞州基礎設施投資局與非牟利組織德拉瓦河河口夥伴關係簽署資助協議，計劃在費城西南部的巴特拉姆花園附近興建淡水貽貝孵化場，培養對水質改善功效最大的常見貽貝物種，並定期把它們放入德拉瓦河和薩斯奎哈納河。同年，馬利蘭州政府與艾索倫電力公司達成協議，後者會投資數千萬美元改善下游生態系統，為洄游魚類提供更好的通道前往上游，並在流域建造貽貝孵化場。而在解決入侵物種問題方面，賓夕法尼亞州自然資源保護部在2009年參與由跨機構組織賓夕法尼亞州入侵物種委員會（Pennsylvania Invasive Species Council）牽頭的入侵物種管理計劃，並共同制定應對框架。部門亦加強推廣有關入侵植物的知識，並向林業人員、公園工作人員以及公眾提供相關物種識別和控制的培訓。此外，賓夕法尼亞州農業部和有害雜草委員會在2020年初亦考慮把虎杖等六種入侵植物列入有害雜草清單，以阻止這些物種被引進和傳播至州內。至於針對斑馬貽貝和黑口新鰕虎魚這些入侵動物，由於牠們較難去除，漁業管理人員只能透過化學物質來限制入侵，而政府亦已訂立法規來減緩或防止它們擴散。

## 休閒

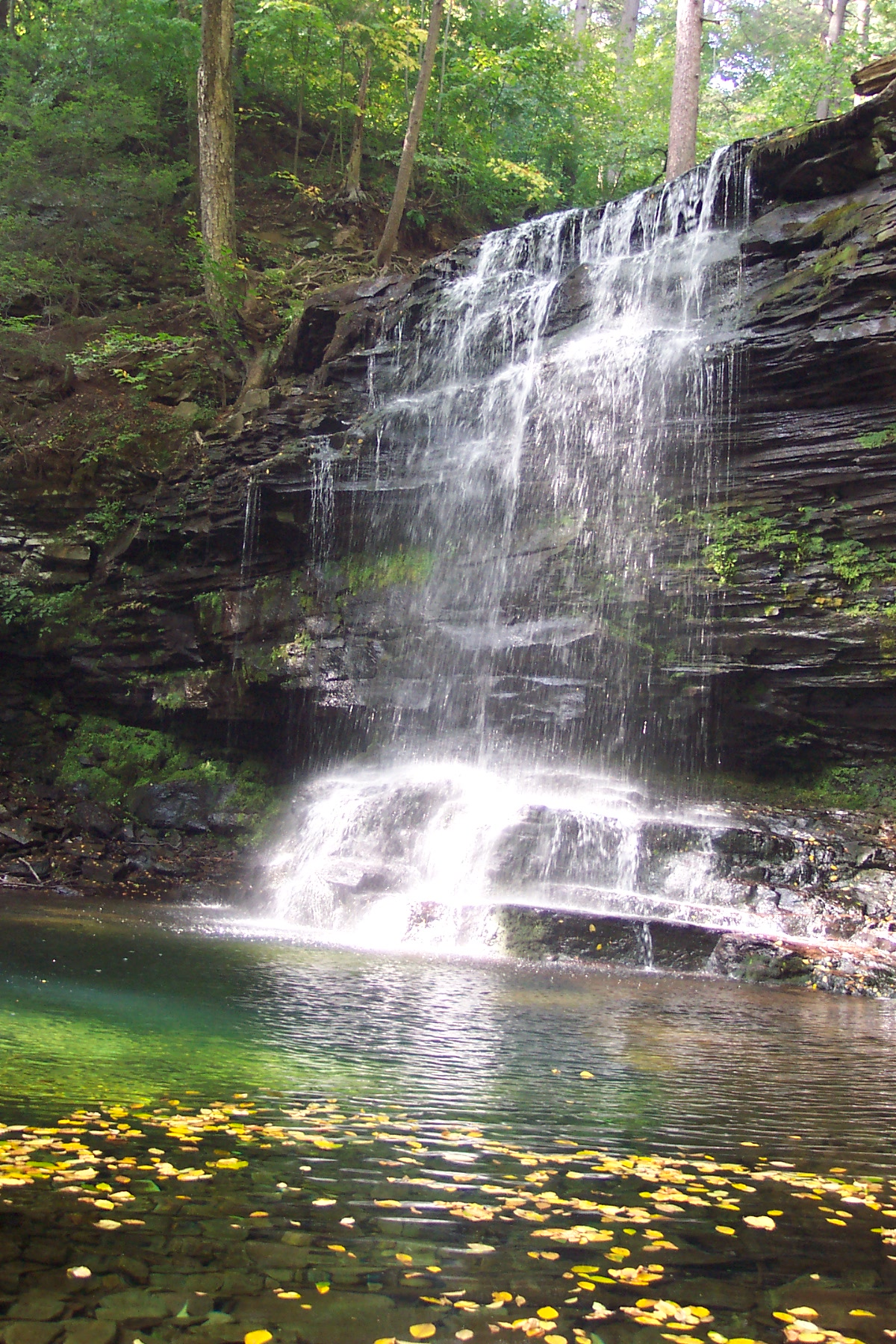
里基茨峽谷州立公園內的哈里森萊特瀑布

薩斯奎哈納河流域共有75個州立公園和155個州立森林，其中賓夕凡尼亞州的州立公園和州立森林面積都較其他兩州廣闊。紐約州的羅伯特·V·里德爾州立公園，賓夕凡尼亞州的里基茨峽谷州立公園、黑莫香農州立公園和布盧山州立公園，以及馬里蘭州的薩斯奎哈納州立公園是區內面積較大的公園。區內佔地較廣的州立森林大多位於西部支流，其中包括莫香農州立森林、斯普魯爾州立森林、艾烏克州立森林、薩斯奎漢諾克州立森林和奎哈納野生保護區等。這些公園和森林通常設有露營區、小木屋和野餐亭等設施，公眾可在此露營、野餐、划艇、釣魚和狩獵。另外，部份公園和森林還設有長達數十公里且難度不一的遠足徑，公眾甚至可在徑上騎馬、騎乘登山車和越野滑雪。每逢3月至11月，里基茨峽谷州立公園更提供導賞服務，公眾可藉此了解園內的自然濕地、原始森林、瀑布、動植物群和地質構造。
2019年，美國國會基於賓夕法尼亞州蘭開斯特縣和約克縣有著相近的歷史和風景優美的景觀，而把兩縣劃為薩斯奎哈納河國家遺產區。區內設有兩個河畔遊客中心，分別是位於約克縣賴茨維爾以南的齊默爾曼遺產中心，以及位於蘭開斯特縣哥倫比亞的哥倫比亞跨河步道中心。兩個遊客中心均設有各式展覽，公眾可從中了解地區歷史和文化等資訊。此外，公眾可在特定季節前往齊默爾曼遺產中心乘船遊覽河流，以及經哥倫比亞跨河步道中心前往長23公里（14英里）且沿河鋪設的蘭開斯特縣西北河流步道（Northwest Lancaster County River Trail）。薩斯奎哈納河水道（Susquehanna River Water Trail）全長85公里（53英里），始於哈里斯堡，終於梅森-迪克森線以南的馬利蘭州一處。水道沿途設有30多個船艇下水點，而它同時亦是其中一條國家休閒步道。位於蘭開斯特縣的康奈斯托加河水道（Conestoga River Water Trail）全長97公里（60英里），是划輕艇和皮艇的熱門地點，而它亦屬縣內其中一條風景優美河流。約翰史密斯船長車薩比國家歷史步道是美國第一條以水為基礎的國家歷史步道，由當時史密夫船長的航行路線組合而成。2012年，內政部把整條河流指定為該步道的一部分。公眾可在此划船、進行地理藏寶和收集各種護照印章等活動。
賽艇在流域內有著悠久歷史，每年均有多項賽事在此舉行。在每年的亡兵紀念日週末，克林頓將軍獨木舟會均會舉行為期4日的克林頓將軍獨木舟比賽（General Clinton Canoe Regatta），賽道長約110公里（70英里），始於奧齊戈湖終於班布里奇，另附設嘉年華遊樂設施和煙花表演等娛樂活動。賽事自1963年起延續至今，每年都有超過1,000名獨木舟選手參賽，並吸引逾萬名觀眾。但在2020年新冠肺炎疫情的影響下，2020年未有舉辦，而2021年則改為虛擬比賽。另外，賓漢頓大學賽艇會自1998年以來，每年都會在賓漢頓以西的河段舉辦布斯菲爾德紀念賽船大會（Busfield Memorial Regatta），賽事分為男子組和女子組，而參賽者則以三州大學賽艇會為主。但同樣因受2020年新冠肺炎疫情影響，2020年賽事宣告取消。除了賽艇比賽，河上亦不時有各種慶典活動舉行，例如在森伯里舉辦的森伯里河流節（Sunbury River Festival），在劉易斯堡舉辦的薩斯奎哈納划艇電影節（Susquehanna Float & Films），以及在哈弗格雷斯舉行的薩斯奎哈納河跑步節（Susquehanna River Running Festival）等。
流域同時是觀鳥的絕佳地點，多個重點鳥區均位於區內，包括卡茨基爾峰區（Catskills Peaks Area）、薩斯奎哈納河源森林區塊（Susquehanna Headwaters Forest Block）、基塔廷尼嶺（Kittatinny Ridge）、康尼尤赫拉淺灘以及下薩斯奎哈納河峽谷（Lower Susquehanna River Gorge）等。除了不同種類的林鳥外，公眾亦可在鄰近河口的鳥區內觀賞大藍鷺、小天鵝、斑腹磯鷸、美洲瓣蹼鷸、白頭海鵰等鳥類。近年，下薩斯奎哈納河峽谷鳥區更成為白頭海鵰的聚集地，高峰時一度約有350隻聚集於此，吸引不少野生動物攝影師、觀鳥者和遊客前往區內的科諾溫哥水壩觀賞。

## 外部連結
- 维基共享资源上的相關多媒體資源：薩斯奎哈納河
- 薩斯奎哈納河流域委員會 （页面存档备份，存于）（英文）